# Ajla Tomljanović
Ajla Tomljanović (Zagreb, 7. svibnja 1993.), bivša je hrvatska, a sadašnja australska tenisačica.

## Životopis
Ajla je kćer Emine i Ratka Tomljanovića, hrvatskog rukometnog reprezentativca. Njezina starija sestra Hana Tomljanović također je tenisačica.  
U paru s Christinom McHale osvojila je juniorski Australian Open 2009. Nakon duže pauze zbog mononukleoze, vratila se tenisu početkom 2013., nakon čega je ostvarila svoj najveći uspjeh na WTA Touru, 4. kolo jakog turnira u Miamiju na Floridi. U prvom kolu svladala je Kazahstanku Kseniju Pervak 6:2, 6:2, zatim i tada 26. tenisačicu svijeta Juliju Görges 7:6, 6:2. Poslije meča protiv Görges odigrala je zahtjevan susret protiv još jedne Njemice Andree Petković, svladavši ju rezultatom 0:6, 6:4, 7:6, da bi u sljedećem kolu bila poražena od tada 30. igračice svijeta Belgijke Kirsten Flipkens. Tim rezultatom skočila je za 71 mjesto te je potvrdila svoj povratak.
Ajlini su treneri John Evert, Fernando Martínez i otac Ratko (bivši hrvatski rukometni reprezentativac).
Od srpnja 2014. godine Ajla Tomljanović postaje australska državljanka i nastupa pod australskom zastavom.

## Osvojeni turniri

### Pojedinačno (4 ITF)
| Br. | Nadnevak           | Turnir     | Suparnica u završnici | Rezultat      |
| 1.  | 17. siječnja 2010. | Plantation | Johanna Larsson       | 6:3, 6:3      |
| 2.  | 13. ožujka 2011.   | Clearwater | Sesil Karantačeva     | 7:6 (3), 6:3  |
| 3.  | 29. svibnja 2011.  | Grado      | Alexandra Cadanțu     | 6:2, 6:4      |
| 4.  | 21. travnja 2013.  | Dothan     | Zhang Shuai           | 2:6, 6:4, 6:3 |

## Vanjske poveznice
- Profil na stranici WTA Toura (engl.)

### Ostali projekti
|  | Zajednički poslužitelj ima još gradiva o temi Ajla Tomljanović |